# Ixodes zairensis
Ixodes zairensis är en fästingart som beskrevs av Keirans, Clifford och Walker 1982. Ixodes zairensis ingår i släktet Ixodes och familjen hårda fästingar. Inga underarter finns listade i Catalogue of Life.